# Matthias Grünewald
Matthias Grünewald, właśc. Mathis Gothard-Neithard (ur. ok. 1480 w Würzburgu, zm. 31 sierpnia 1528 w Halle an der Saale) – niemiecki malarz, architekt i inżynier (budowniczy urządzeń wodnych).

## Życiorys
Niewiele wiadomo o jego pochodzeniu i dzieciństwie. Od 1500 roku mieszkał w Saligenstad nad Menem. Wiadomo, iż od 1504 roku pracował jako malarz dla dostojników kościelnych z Aschaffenburga. Dla mogunckiego arcybiskupa Uriela z Gemmingen przebudował rezydencję w tym mieście w 1508. Pracował także jako malarz przy ołtarzu frankfurckiego klasztoru dominikanów. Namalowane wówczas Przemienienie na Górze Tabor znamy tylko z rysunków (tablica ołtarzowa zaginęła).
W roku 1512 Grünewald rozpoczął pracę nad najważniejszym dziełem malarskim swojego życia – ołtarzem kościoła w Issenheim. Był to kościół klasztoru antonitów, zajmujących się pielęgnowaniem chorych. Praca ta zajęła mu cztery lata. Od 1514 roku przebywał na dworze Albrechta z Brandenburgii, księcia-elektora i arcybiskupa Magdeburga i Moguncji (który był jednym z najpotężniejszych ludzi epoki). Na dworze księcia zajmował wysoką pozycję. W ok. 1517 namalował obraz Święty Erazm i Święty Maurycy. Było to zlecenie Albrechta Brandenburskiego; obraz miał ozdobić kościół kolegiacki w Halle. Święty Erazm miał na obrazie rysy fundatora dzieła. W 1519 namalował Madonnę ze Stuppach środkową tablicę Ołtarza Matki Boskiej Śnieżnej z kolegiaty w Aschaffenburgu. Kolejne ważne dzieło Grünewalda to Ukrzyżowanie, część Ołtarza z Tauberbischofsheim, powstałe w latach 1523–1524.
Grünewald w swoim malarstwie rozwijał tradycje średniowieczne, którym nadał najbardziej ekspresyjny charakter – jak na owe czasy. Zlekceważył nowatorski wówczas renesans i jego staranie o anatomiczną poprawność, charakterystyczną w Niemczech np. dla Dürera.
Grünewald był zwolennikiem Marcina Lutra i był wrażliwy na ludzkie cierpienie. Widać to w jego obrazach; postacie ludzkie przepełnione są cierpieniem, a cierpienie Jezusa pokazane jest niemal dosłownie, poprzez szaro-zielony kolor ciała pokrytego bolesnymi krwisto-fioletowymi ranami powstałymi w trakcie biczowania i drogi krzyżowej. (Jak różna jest to tradycja widać choćby w porównaniu do Caravaggia, na obrazie którego Jezus nawet po biczowaniu jest bez skazy). Postać Jezusa to u Grünewalda postać chłopska, rysy twarzy także. „Nigdy żadnego człowieka nie przestawiono tak okropnie i brzydko” mawiali krytycy. Jednak to przedstawienie oddawało rzeczywistość; tę biblijną i tę współczesną Grünewaldowi: cierpienie ludu.

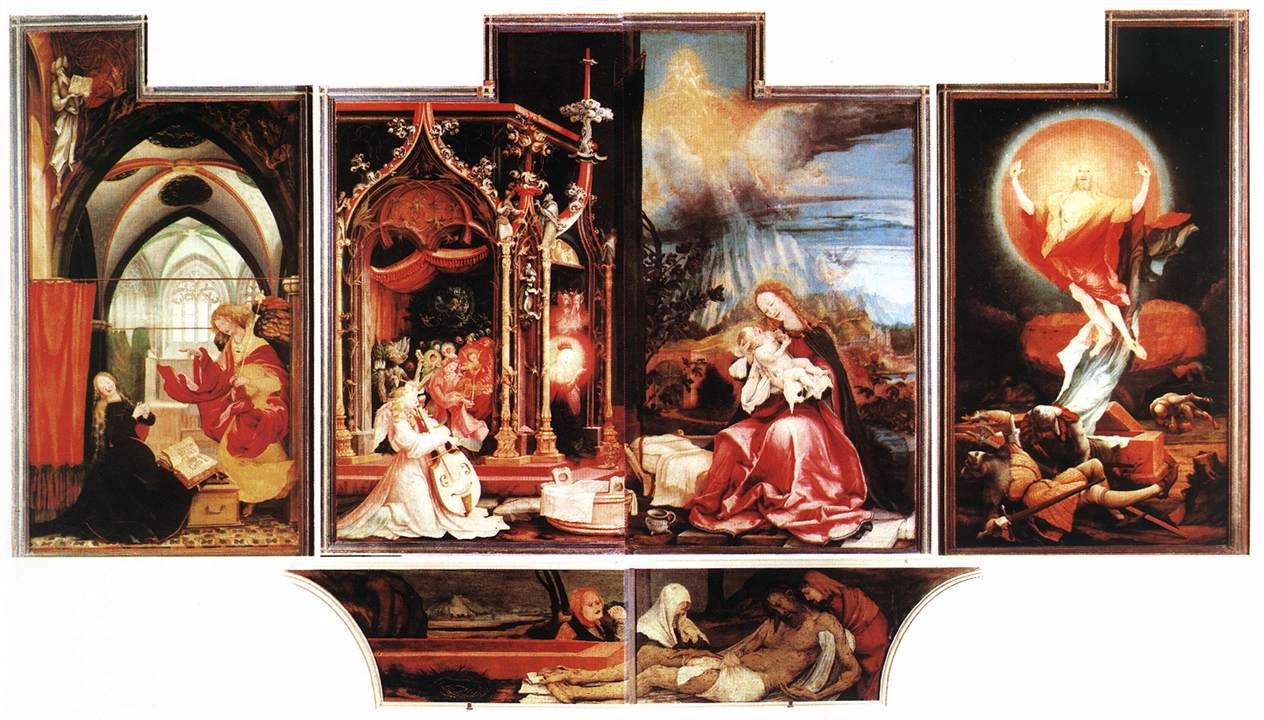
Ołtarz z Isenheim (widok drugi), skrzydło lewe: Zwiastowanie, 269 × 141, część środkowa: Narodziny dzieciątka Jezus z koncertem Aniołów, 265 × 304, skrzydło prawe: Zmartwychwstanie Jezusa 269 × 141 cm

Rok 1525 to przełom w Niemczech i życiu malarza. Wojny chłopskie wywołane nastrojami rewolucyjnymi, jakie niosła ze sobą reformacja, zmieniły życie Grünewalda. Był on znany jako zwolennik Lutra i po rozruchach musiał się ukrywać. Nie wiadomo, czy odgrywał aktywną rolę w czasie zamieszek w Moguncji, ale chłopskie sztandary z Jezusem powiewały nad rezydencją w Aschaffenburgu. Luter natomiast wyklął zbuntowanych chłopów i odciął się od chłopskich powstań, chociaż odbywały się one pod hasłem: „Sprawiedliwość Boża i Ewangelia” Powstania te zostały krwawo stłumione, przywódcy torturowani i ćwiartowani a sympatycy powstańców pozbawiani stanowisk lub likwidowani.
W roku 1526 Grünewald dostał ostatnią zapłatę z książęcego skarbca. Wyjechał do Frankfurtu nad Menem, gdzie pracował prawdopodobnie jako mydlarz i handlarz farb, a później w Halle jako inżynier przy budowie młynów wodnych. W lecie 1527 roku sporządził testament. Przekazał opiekę nad swoim pięcioletnim adoptowanym synem Endresem i pięć skrzyń swojego majątku Hansowi von Saarbrücken. 1 września 1528 roku rada miasta Halle dostała wiadomość o śmierci Grünewalda. W skrzyniach, oprócz dworskich ubrań, narzędzi i farb znaleziono 12 artykułów o bitwach chłopskich, 27 kazań Marcina Lutra i jego Nowy Testament (wydany w języku niemieckim).

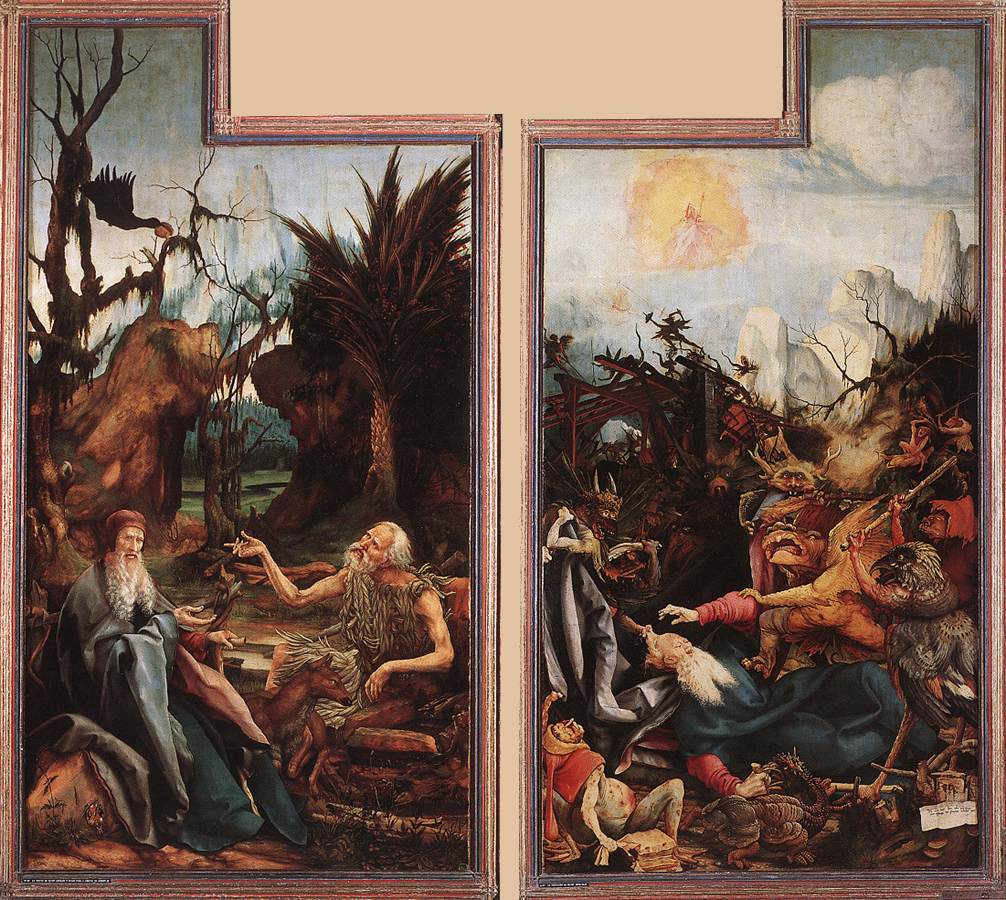
Ołtarz z Isenheim (fragment widoku trzeciego; bez części środkowej, rzeźbionej w drewnie lipowym), skrzydło lewe: Wizyta Świętego Antoniego u Świętego Pawła, 265 × 141, skrzydło prawe: Kuszenie Świętego Antoniego, 165 × 141 cm

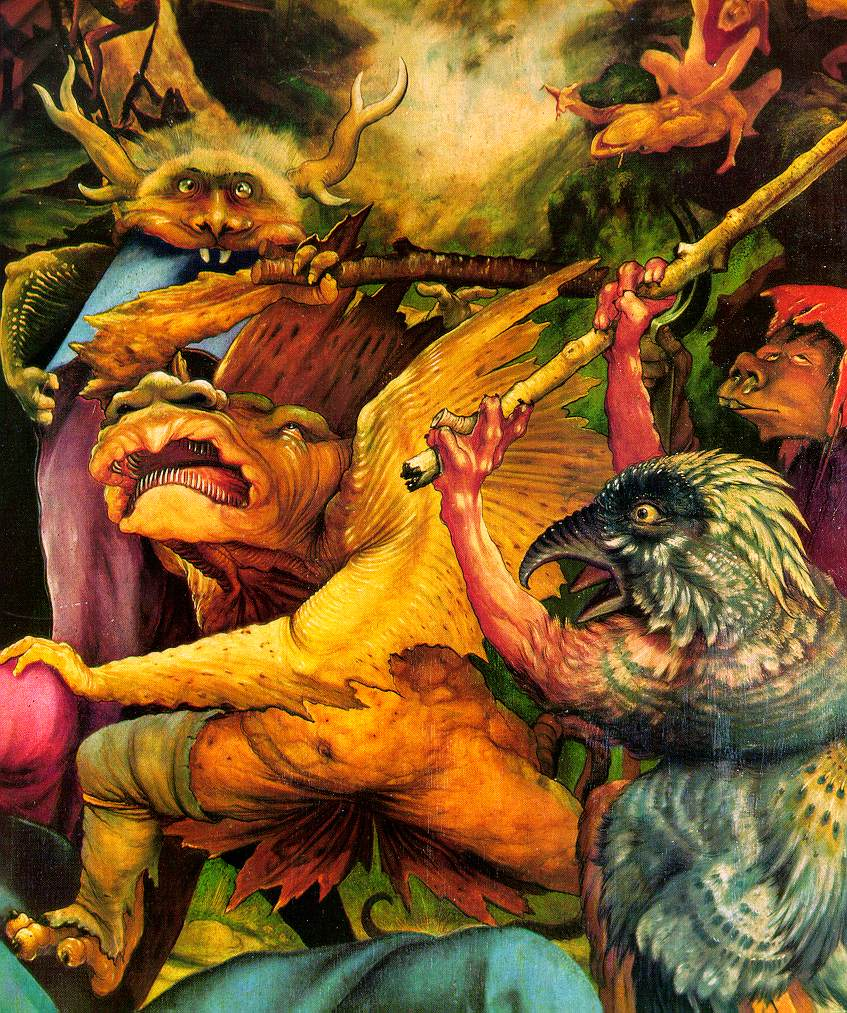
Kuszenie św. Antoniego, prawe skrzydło Ołtarza z Isenheim, 1512-16

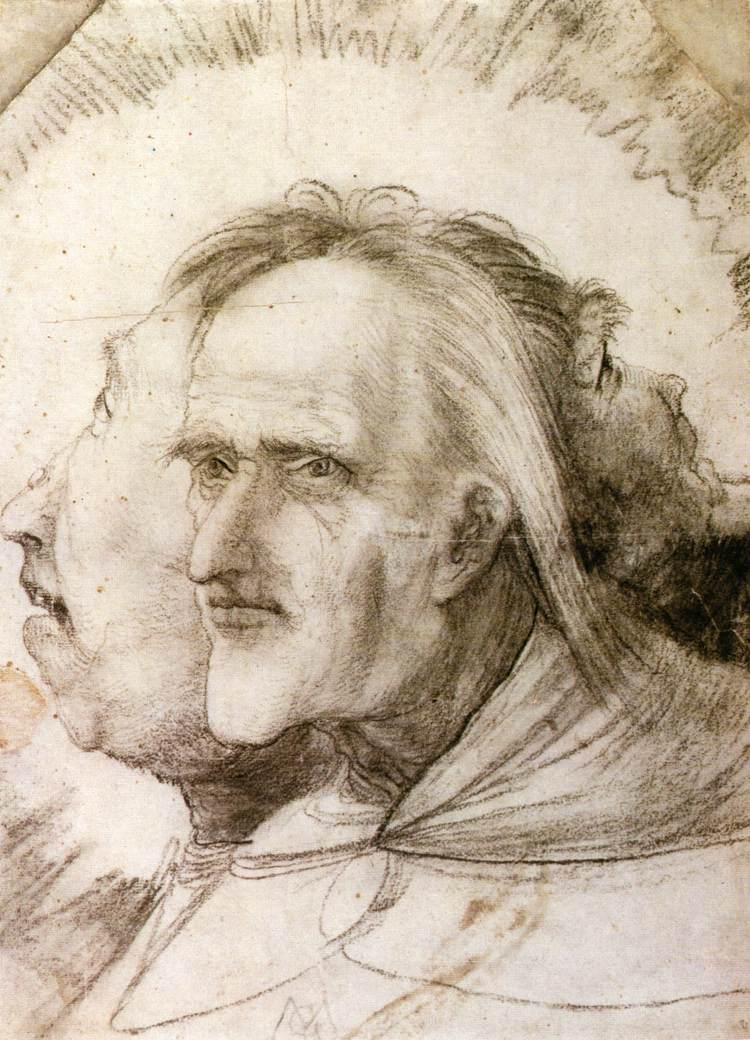
Trójjednia zła,
(Das Dreifachportrait Trias Romana). 1525.
Kreda na papierze, 272 × 199 mm,
Staatliche Museen, Berlin

Oprócz ołtarzy Grünewalda dobrze znany jest także jego jeden, mały rysunek Trójjednia zła. Badacze traktują ten rysunek jako wyraz napiętnowania fanatyzmu, głupoty i brutalności. Matthias Grünewald jeden z najwybitniejszych artystów niemieckich, prekursor ekspresjonizmu, wizjoner obdarzony niezwykłym talentem, najprawdopodobniej padł ofiarą religijnych prześladowań i restrykcji po chłopskich powstaniach.
Dzieło Matthiasa Grünewalda jest wciąż żywe i nadal inspiruje artystów. Współczesny amerykański rzeźbiarz Tom Morandi wykonał rzeźbę z brązu: California Crucifixion according to Grünewald, Muzeum Sztuki Współczesnej w Dunkierce (Francja).
Obok Albrechta Dürera najwybitniejszy malarz niemiecki początków renesansu. Obaj umarli w tym samym roku.

## Dzieła artysty
- Przemienienie na Górze Tabor – 1511 (zachowały się tylko rysunki)
- Portret Guido Guersiego – 1512–1514
- Modląca się kobieta – 1512–1514
- Ołtarz z Isenheim – 1512–1515
- Zmartwychwstanie – 1515–1516 z poliptyku z Isenheim Musee d’Unterlinden, Colmar
- Święty Erazm i Święty Maurycy – 1517
- Madonna ze Stuppach – 1517–1519
- Cud Matki Boskiej Śnieżnej – 1517–1519
- Uśmiechająca się kobieta – ok. 1520
- Opłakiwanie – ok. 1523
- Niesienie krzyża – 1523–1524
- Ukrzyżowanie Jezusa Chrystusa z Ołtarza z Tauberbischofsheim – 1523–1524
- Trójjednia zła – 1525 rysunek

## Artysta jako inspiracja
Paul Hindemith skomponował operę Mateusz malarz. Akcja toczy się w czasie wojen religijnych, a jej centralną sceną jest wizja, która stała się natchnieniem ołtarza „Kuszenie św. Antoniego”. Na podstawie muzyki z opery powstała symfonia Mateusz malarz (Mathis der Maler; 1934),